# تانگیپاهوا (لوئیزیانا)
تانگیپاهوا (به انگلیسی: Tangipahoa) شهری در ایالت لوئیزیانا کشور ایالات متحده آمریکا است که جمعیت آن در سرشماری سال ۲۰۱۰ میلادی، ۷۴۸ نفر بوده‌است.